# ねことじいちゃん
『ねことじいちゃん』は、イラストレーターのねこまき（ミューズワーク）による日本の漫画作品、およびそれを原作として2019年2月22日に公開された日本映画。
数年前に妻に先立たれ小さな島で愛猫のタマと暮らす大吉じいちゃんの日常を描いたコミックエッセイで、飼っていた猫のイラストをブログに掲載していたところ、出版社から声がかかり猫漫画として出版された。2023年3月時点で累計部数は80万部を突破している。
第19回文化庁メディア芸術祭マンガ部門審査委員会推薦作品。作品の舞台は愛知県の篠島・佐久島・日間賀島をモデルにしている。

## キャラクター
大吉じいちゃん（春山大吉）
作品の主役。75歳。眼鏡をかけている。愛称は「先生」、親や仲の良い同級生からは「大ちゃん」。母親譲りの丸顔で父親譲りの額の観音ぼくろがチャームポイント。元小学校の教師。高血圧で毎日血圧を図り薬を飲んでいる。基本的にはしっかりしているが、ぐうたらな所もある。
巌がいない時は巌が餌をやる猫たちに餌をあげている。
数年前に妻の佳枝に先立たれた。1巻時点では偏屈で無愛想な爺さんと書かれていたが、作中では多少頑固だが普通に愛想はある。今は最初は嫌われていたもののタマさんにデレデレの猫好きである。
大吉の家族構成は見た目は若かりし頃の大吉そっくりの厳しい父と優しくも厳しい母と優しい年の離れた姉の百合子（健在で90歳を超え、元気だがせっかちで耳が遠い、7巻にて結婚後の苗字が山田と判明）がいる。佳枝と結婚してから息子の剛が生まれ、今は孫の沙織がいる。
厳とは幼なじみで仲良で、作中も一緒にいる事がかなりある。
よる年波には勝てず身体はガタが来はじめているが、妻の思い出料理を始め色々な料理が作れるようになったり、畑で野菜を作ったりとアクティブ。3巻で幼少期に巌と共にたみちゃんに面倒を見てもらっていた事が判明。ハロウィンでは油すましの仮装をし、周りから「妙にしっくり来てるな」と言われていた。 佳枝に色々言わなかった事を今更に反省する事も度々。
5巻でひいじいちゃんになる事がわかり喜び、6巻で春山という苗字が明かされ、無事曾孫の大剛（だいご）が生まれデレデレになって名前の由来に涙ぐんでいた。7巻ではカメラにハマって撮りまくっている。
佳枝（）おばあちゃん
数年前に膵臓癌で71歳で亡くなった大吉じいちゃんの妻。八千草薫似。
好きな物はコーヒーと猫。家族には甘やかす部分があった模様。長々と小言を言うところがあり、息子の剛に引き継がれている。タマさんの命の恩人。
大吉や剛によると、何かにつけておいなりさんを作っていた。病気になってからもタマさんを心配していた。病室でエアータマさんをするおちゃめな部分や大吉用レシピを3日で辞める面倒くさがりらしき部分もある。亡くなる間際にタマさんに大吉じいちゃんをお願いしており、タマさんとの秘密の約束になっている。癌で亡くなったと書かれていたが、4巻で膵臓癌（診断時点で既にステージ4）であったことが書かれた。6巻では米をたくのを面倒臭がった大吉の夢の中に米の着ぐるみに片手に稲穂を持った姿で現れた。
玉三郎 / タマさん
子猫時代に弱っていた所を佳枝おばあちゃんに拾われたぽっちゃり猫。ぐうたらなところがある。
初期設定資料で本名が玉三郎となっているが、基本はタマさん、タマ、タマちゃんとしか呼ばれない。年齢は10歳7ヶ月、3巻で11歳になった（10歳時点では人間でいうと大人の厚みの増す50代ジェントルマンとのこと）。体重は7.9kg。上半分が虎柄、下半分が真っ白。好きな物はカシカシとウェットフード、ササミ、おやつ。苦手な物はカメラ、初対面の人、子供、小野田先生。周りの猫達からは「タマやん」と呼ばれている様子。最大級の愛情表現は甘噛み。よる年波か、鳥などが狩れなくなって来ている。タマさん視点の際は大吉じいちゃんを大吉っつぁんと呼んでおり、多少名古屋弁で話す。
1巻では大吉じいちゃんをイマイチ役に立たない下僕と称していたり、観音ぼくろを虫か何かと勘違いして仕留めようとしていた。2巻ではしばらく行方不明になり大吉じいちゃんを心配させたが、大きな魚を持って帰宅していた。3巻では上下関係の厳しさを若い猫に教えていた。佳枝おばあちゃんとは大吉じいちゃんを見守るという秘密の約束をしている。5巻ではカエルや小魚を持ち帰り大吉をビビらせた。6巻では梅干しにすっぱがる大吉にビビっていたり、台座かつくずかごのクズ入れ穴に何度も顔を突っ込んでいた（幼い頃は中に入って出られなくなっていたが）。7巻では苦手な物がいくつか判明したり、茶トラの会（来る猫が全部茶トラ）を開いたりしていた。
巌（）じいちゃん
大吉じいちゃんの幼なじみ。75歳。釣り好きの元漁師。少し怖く見え、ぶっきらぼうな所があるが根は優しく面倒みがいい。大吉が出かける時にはタマを預かる。
大吉からは厳ちゃんと呼ばれている。趣味は朝釣り。釣った獲物を度々大吉じいちゃんの元に持ってきている。島の神様由来で戦争で愛犬が殺されてから島神が嫌い。島神嫌い故にお祭りや初詣には行かない。子供の頃の飼い猫のクロを気味悪いと思って以降猫嫌いだが面倒みが良く、10年前から怪我猫を保護したり痩せた猫（後にクロと命名された）の面倒を見るほか頻繁に刺身をやるので懐かれている。
厳じいちゃんの家族構成は両親と兄弟姉妹がいる。妻の京子と結婚してからは娘2人（長女は美月）と息子、孫（美咲）、ひ孫ができ、3歳のひ孫のきららには顔が緩むほどメロメロで、目に入れても痛くないとも言っている。妻は妻両親の為に本土におり、お互いに理解している。
幼少期はたみちゃんに大吉共々面倒を見てもらっていた。ハロウィンではから傘お化けの仮装をし、なりきっていた。5巻では倒れ、大吉同様さとしに救われている。
剛（）
大吉じいちゃんと佳枝おばあちゃんの一人息子。眼鏡をかけている。母親似。1巻巻末の資料集によると49歳。
父親の大吉とたまに電話したり、たまに家にやってくる。タマさんには懐かれている。素直ではない部分があり、大吉によると母親に似て小言が長い。家族には妻の洋子と娘の沙織（25歳）がいる。沙織の旦那は由伸。沙織が結婚した際は落ち込んでいた。父親の事は心配しているが徐々に怒っているような口調になる。なお、妻に日々鍛えられ、今は何でも出来るようになったらしい。孫の大剛（だいご）が生まれでデレデレになり、名前の由来を聞く度に号泣している。
小野田先生
島に昔からある唯一の診療所のお医者さんで歳の割に元気な老人。
耳が遠くなっているような描写があり、早口だと聞き取れない様子。滅多に怒らないが、言う事を聞かなさ過ぎると怒って怒鳴る。ハロウィンでは幽霊の仮装をし、さとみから「今すぐ旅立てそうですね」と発言されていた。6巻ではスマホを使いこなして大吉らを驚かせた。
大吉はしばらく昔から変わらずヨボヨボだと勘違いしていたが、後に代替わりしている事が発覚した。代替わりしているが、60年前の先代に瓜二つである。
さとみ
診療所で働く看護師。設定資料集では25歳。がっしりした体格。無口無表情で何を考えているかイマイチわからない。
時折若田先生と行動する事があり、若先生の背中を優しく押す事もある。7巻では佳枝おばあちゃんが亡くなる前には既に看護師として島にいた。
シャコを素手で引きちぎる、大吉を持ち上げるなど女性だがかなり力持ちで逞しい。ハロウィンでは牛の仮装をしていた。
若田
3巻から診療所に来た研修医。通称「若先生」。眼鏡の美男子。優しく押しも気も弱い。好物はオムライス。愛猫はマロン（タマさんと同じ柄）。
シャコやナマコなどの島の料理や魚を捌けない、虫が苦手などで苦労しながらも猫のお陰で何とか馴染みだしている。若いからか優しいからか、患者が言うことを聞いてくれない事が多々ある。言うことを聞いてくれない患者を叱り飛ばす小野田先生を見て「流石だ…」と涙ぐんでいた。4巻で美智子に一目惚れしていた。5巻では正式に島の医師になった。6巻では2年をへてシャコを（職業柄丁寧に）処理できるようになった。
さとし
島の郵便配達員の男性。独身でお嫁さん募集中。設定資料集では30歳。
郵便配達をしながら、島の老人達の様子をそれとなく見ている。なお、バイクで行けない場所には走って届けに行く。胸の刺すような痛みで倒れた大吉や倒れた巌の命の恩人。猫好きで、4巻ではバイクで寝てしまった猫を起こせず1時間後に出て来た大吉に驚かれたり、若田同様に美智子に一目惚れしたりしていた。5巻では倒れた巌も救っている。
さっちゃん
大吉や厳の同級生の細身の女性。1巻で胃癌により亡くなっている。
2年前に旦那を亡くして落ち込み、半年前に胃の不調で病院に行ったところ末期の胃癌だった。愛猫のみーちゃんを子供のように溺愛していた。
みーちゃん
ハチワレで白黒模様の雌猫。甘えん坊で甘え上手で人懐こい。お気にいりはさっちゃんの匂いが残るボロボロの座布団。
さっちゃんの愛猫だったが、さっちゃんが亡くなった為に同級生で友人のよーこに引き取られた。3巻では未だにさっちゃんと暮らした家をナワバリとして健気に守り、大きな雄猫を倒す強さを見せた。
よーこさん
さっちゃん、大吉らの同級生の女性。
さっちゃんに亡くなる前に頼み込まれてみーちゃんを引き取った。みーちゃんを引き取ってからは猫にデレデレになっている。
みやこちゃん
大吉らの同級生。
猫に餌やりしていたが、沢山の猫に囲まれてしまい、大吉に驚かれた。
吉田のじーさん
89歳の老人で、90超えてると言われる度に「わしゃまだ89だわ」と訂正する。
民子 / タミさん（たみちゃん）
幼い頃に大吉や厳の面倒を見てい大吉らより年上の80代の女性。20年前に夫の昭夫を亡くした。子供はいない。学生時代はおかっぱヘアだった。
弓子とは幼い頃からいつも喧嘩しているが、実はお互いに思いあっている。肺炎になりかけて倒れて病院に運ばれ、医師に父が戦死し、1人で死ぬのがどれだけ寂しかったかと考えてから戦死した父以外の家族と夫の昭夫見送ると決めて見送ったが迎えが来ず、誰も自分を気にしてないと勘違いして辛くなったと話し、その事で人が変わったようになっていたが、後に弓子とは相変わらず喧嘩しつつも少しづつ丸く元の民子に戻りつつある。ハロウィンに寝る前に顔を出したが、若田にお岩さんの仮装だと思われてしまった。
弓子 / 弓ちゃん
たみちゃんの幼い頃からの喧嘩するほど仲がいい、（本人によると）喧嘩仲間。
たみちゃんが倒れた時は心配して号泣するなど実際はお互いに思いあっている。学生時代は三つ編みだった。
美智子
4巻で島に来た大吉や島の人がよく行く喫茶店のマスターの孫で、マスターの娘の姪（娘の姉妹の子）。美人。
しばらくの間レストランの手伝いに来ている。料理好きでたまに釣りをする他、虫も平気。若田とさとしに一目惚れされている。マスターから店を譲り受け、7巻ではテレビの取材を受けた事で盛況になって手が回らない上に食材が届かないという悲劇になったが大吉の手回しと島のおばあちゃんらの手伝いで乗り切った。
喫茶店のマスター
大吉達馴染みが集まる喫茶「海猫」のマスター。娘と共に切り盛りし、4巻では孫の美智子が加わった。喫茶の名前が「海猫」なのを皆が知らなかったのを拗ねていた。
ハロウィンでは地毛を使った落ち武者の仮装をしていた。後に店を美智子に譲った。
清子
大吉らの馴染みの、ふわふわな髪型をした老人。
ハロウィンでは手作りの猫又の仮装をしていた。
犬飼さん
ニャンコ（19 - 20歳）を飼っている90歳の老人。
タマが腹を下した為病院に来た大吉と話していた。ナチュラルに猫と会話するため、周りの家族から驚かれている。
成田先輩
大吉が教師時代の先輩。
当時はふさふさのリーゼントだったが今は見る影もなく禿げてしまった。教師時代は左右も分からない大吉を教えていた。
学校では怒った時の気迫の強さから「鬼成さん」と呼ばれ教師の中で学校一怖がられていた。
にゃん太
3軒隣の飼い猫で、6巻で大吉の家に入って新聞の下に隠れており、大吉とお互いに驚いていた。
タケオ
大吉や巌の昔からの友人。
たま子という妹がいる。島の家を売る予定。
高瀬先生
たかやんという愛称で親しまれた大吉らの5年時の担任。
翌年には学校を去ったが、気さくで明るく話の面白い先生だった。オルガンを弾ける他、良く話が脱線し授業が終わったりしていた。
他にもふじさん、かよちゃんなどの名前のあるキャラや床屋のおじさんなど名前の分からないキャラがいる。

## 書誌情報
- ねこまき（ミューズワーク） 『ねことじいちゃん』 KADOKAWA〈メディアファクトリーコミックエッセイ〉、既刊11巻（2025年3月13日現在）
  1. 2015年8月7日発売[5]、ISBN 978-4-04-067671-5
  2. 2016年4月21日発売[6] 、ISBN 978-4-04-068362-1
  3. 2017年2月23日発売[7]、ISBN 978-4-04-069058-2
  4. 2018年2月16日発売[8]、ISBN 978-4-04-069735-2
  5. 2019年1月25日発売[9]、ISBN 978-4-04-065371-6
  6. 2020年1月31日発売[10]、ISBN 978-4-04-064128-7
  7. 2021年2月12日発売[11]、ISBN 978-4-04-065946-6
  8. 2022年3月31日発売[12]、ISBN 978-4-04-680596-6
  9. 2023年3月16日発売[3]、ISBN 978-4-04-681843-0
  10. 2024年3月14日発売[13]、ISBN 978-4-04-683169-9
    - 『特装版レシピノート「わしのレシピ」付き』同日発売[14]、ISBN 978-4-04-683172-9

  11. 2025年3月13日発売[15]、ISBN 978-4-04-684384-5

## 映画
表情豊かな猫の姿を撮影してきた動物写真家、岩合光昭の初監督作品。東京都推奨映画。
2019年2月22日（猫の日）に公開された。撮影場所は佐久島。岡崎彩子は、ネコのベーコンの演技について「もはや演技派俳優の域」と評した。本作に出演した「玉三郎」と兄弟の「智太郎」は、撮影終了後岩合監督の飼い猫として引き取られた。なお、智太郎は中村鴈治郎の本名にちなむ。

### キャスト
- 春山大吉：立川志の輔
- 美智子：柴咲コウ
- 若村健太郎：柄本佑
- サチ：銀粉蝶
- 春山剛：山中崇
- 内村聡：葉山奨之
- たみこ：田根楽子
- トメ：小林トシ江
- あすみ：片山友希
- 幸生：立石ケン
- 中村鴈治郎（友情出演）
- 春山よしえ：田中裕子
- 巌：小林薫
- タマ：ベーコン
- ミー（タマのガールフレンド）：小梅
- タマの恋敵：ぽんず
- りのか

### スタッフ
- 原作：ねこまき（ミューズワーク）「ねことじいちゃん」（KADOKAWA刊）
- 監督：岩合光昭
- 脚本：坪田文
- 音楽：安川午朗
- エグゼクティブプロデューサー：藤本款
- 企画：野副亮子
- プロデューサー：深瀬和美、永井拓郎、中島裕作
- 撮影：石垣求
- 照明：加藤義明
- 録音：山口満大
- 美術：新田隆之
- 装飾：湯澤幸夫
- スタイリスト：馬場恭子
- ヘアメイク：酒井啓介、長島由香
- フードスタイリスト：飯島奈美
- アニマルコーディネーター：菊田秀逸
- 編集：加藤ひとみ
- VFXプロデューサー：大澤宏二郎
- 音響効果：勝亦さくら
- 助監督：松本壇
- 制作担当：永原将和
- 特別協賛：OLYMPUS、mont-bell
- 協賛：高須組、キャッチネットワーク、知多メディアスネットワーク、
- 配給：クロックワークス
- 制作プロダクション：RIKIプロジェクト
- 製作：「ねことじいちゃん」製作委員会（クロックワークス、KADOKAWA、東海テレビ放送、RIKIプロジェクト、岩合写真事務所、クレヴィス、ひかりTV）

### 関連商品
映像ソフト
- ねことじいちゃん Blu-ray豪華版（2019年9月4日、KADOKAWA、規格品番 DAXA-5597）
- ねことじいちゃん DVD通常版（2019年9月4日、KADOKAWA、規格品番 DABA-5597）
- ねことじいちゃん DVD豪華版（2019年9月4日、KADOKAWA、規格品番 DABA-5598）

ノベライズ
- ねことじいちゃん 映画版（2019年1月15日、角川つばさ文庫、文：伊豆平成、原作･イラスト：ねこまき(ミューズワーク)、作：坪田文、ISBN 978-4-04-631861-9）